# Beschuitbus

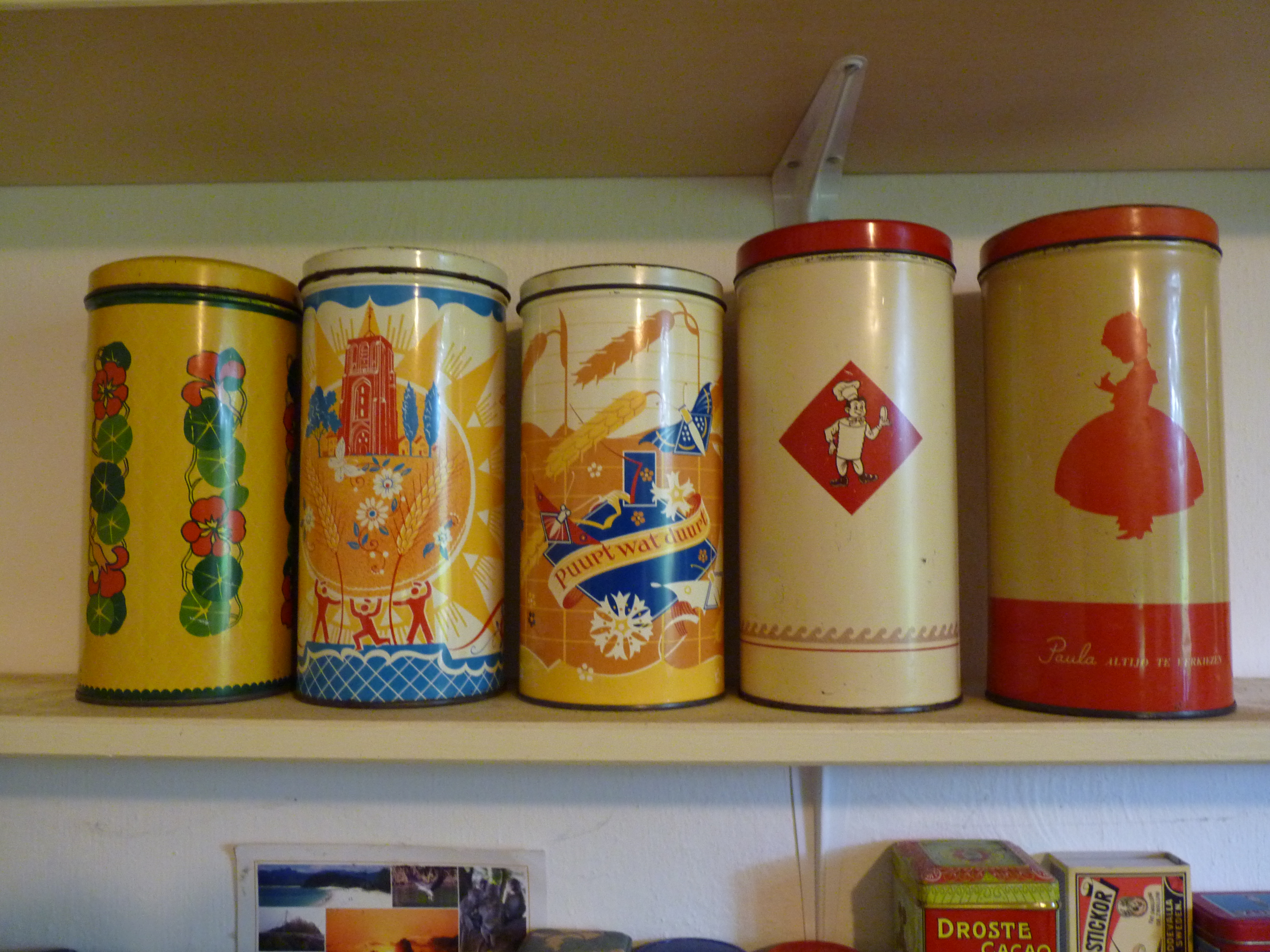
Beschuitbussen. Naast elkaar een bus van Verkade, Turkstra, Hooimeijer, Bolletje en Paula

Een beschuitbus is een hoge, ronde blikken bus met een deksel voor het bewaren van beschuit. In een beschuitbus past precies een pak (rol) beschuit met 12 of 13 beschuiten. Vrijwel iedere beschuitfabrikant leverde ook zijn eigen beschuitbus, voorzien van reclame.